# Ernst Haas (remero)
Ernst Haas fue un deportista suizo que compitió en remo.
Participó en los Juegos Olímpicos de Ámsterdam 1928, obteniendo una medalla de plata en la prueba de cuatro con timonel. Ganó una medalla de plata en el Campeonato Europeo de Remo de 1927.

## Palmarés internacional
| Juegos Olímpicos   | Juegos Olímpicos         | Juegos Olímpicos | Juegos Olímpicos   |
| Año                | Lugar                    | Medalla          | Prueba             |
| ------------------ | ------------------------ | ---------------- | ------------------ |
| 1928               | Ámsterdam (Países Bajos) | Medalla de plata | Cuatro con timonel |
| Campeonato Europeo |                          |                  |                    |
| Año                | Lugar                    | Medalla          | Prueba             |
| 1927               | Como (Italia)            | Medalla de plata | Ocho con timonel   |